# Willie O’Ree
Willie Eldon O’Ree, CM, ONB (* 15. Oktober 1935 in Fredericton, New Brunswick) ist ein ehemaliger kanadischer Eishockeyspieler. Der Flügelstürmer bestritt zwischen 1958 und 1961 insgesamt 45 Partien für die Boston Bruins in der National Hockey League (NHL) und wurde dabei zum ersten schwarzen Spieler in der NHL-Geschichte. Er ist Mitglied der Hockey Hall of Fame und seine Trikotnummer 22 wird bei den Bruins nicht mehr vergeben.

## Karriere
Das Eishockeyspielen lerne er in seiner Heimatstadt Fredericton, wo er zu Beginn der 50er Jahre in verschiedenen Jugendmannschaften spielte. Mit den Fredericton Capitals gewann er 1954 den Allan Cup und wechselte anschließend in die QMJHL zu den Quebec Frontenacs mit denen 1955 den Memorial Cup gewinnen konnte. Schon nach einem Jahr verließ es das Team und spielte seine letzte Saison als Junior bei den Kitchener Canucks in der OHA.
Die kommenden drei Jahre spielte er meist in der Quebec Hockey League für die Quebec Aces, unterbrochen von einem kurzen Abstecher in die American Hockey League zu den Springfield Indians und kurz darauf zu den Boston Bruins, für die er in der Saison 1957/58 am 18. Januar 1958 als erster schwarzer Spieler in einem NHL-Spiel auf dem Eis stand. Nach seinem zweiten Spiel für die Bruins kehrte er jedoch nach Quebec zurück.
Ab 1959 spielte er in der Eastern Professional Hockey League. Im ersten Jahr für die Kingston Frontenacs, danach bei den Hull-Ottawa Canadiens. Den größten Teil der Saison 1960/61 spielte er jedoch wieder in der NHL bei den Boston Bruins und erzielte dort auch seine ersten NHL-Tore. Im kommenden Sommer gaben ihn die Bruins an die Montréal Canadiens ab, doch dort kam er nie zum Einsatz. O’Ree blieb bis zum Debüt von Mike Marson 1974 bei den Washington Capitals der einzige schwarze NHL-Spieler.
Montreal verkaufte ihn im November 1961 an die Los Angeles Blades in der Western Hockey League, wo er bis 1967 spielte, bevor er innerhalb der Liga zu dem San Diego Gulls wechselte. In seiner Zeit in der WHL gelangen ihm mehrere Male mehr als 30 Tore in einer Saison. Unterbrochen wurde die Zeit in der WHL von einem Abstecher zurück in die AHL. Dort spielte er 1972/73 50 Spiele für die New Haven Nighthawks. 1972 wurde er auch von den Los Angeles Sharks für die World Hockey Association gedraftet, kam dort aber nie zum Einsatz.
Bis 1979 war er in San Diego noch für die Charms und Mariners aktiv, bevor er mit nun 43 Jahren seine Karriere beendete.

## Späteres Leben
O’Ree, der auch als „Jackie Robinson des Eishockeys“ bezeichnet wird, wurden nach dem Ende seiner aktiven Karriere zahlreiche Ehrungen zuteil. 1984 wurde er in die New Brunswick Sports Hall of Fame aufgenommen, 2003 mit der Lester Patrick Trophy geehrt. Im Jahr 2005 wurde O’Ree in den Order of New Brunswick aufgenommen, was die höchste Ehrung seiner Heimatprovinz New Brunswick darstellt. Am 30. Dezember 2008 folgte die Aufnahme in den Order of Canada, wobei er für seine Leistungen im Sport und seinen Beitrag zur interkulturellen Verständigung zum „Officer“ ernannt wurde. Darüber hinaus wurde er im Jahre 2018 mit der Aufnahme in die Hockey Hall of Fame geehrt. Seit Januar 2022 wird seine Trikotnummer 22 bei den Bruins nicht mehr vergeben. Im gleichen Monat wurde ihm zudem die Congressional Gold Medal zugesprochen, da das Repräsentantenhaus einem entsprechenden Antrag zustimmte.
O’Ree ist außerdem einer von drei Botschaftern für Hockey is for everyone, einer Initiative der NHL für sozial benachteiligte Kinder und Jugendliche.

## Auszeichnungen
- 1969: WHL Second All-Star Team
- 2003: Lester Patrick Trophy
- 2005: Order of New Brunswick
- 2008: Order of Canada
- 2018: Aufnahme in die Hockey Hall of Fame
- 2022: Sperrung der Trikotnummer 22 durch die Boston Bruins
- 2022: Congressional Gold Medal